# مسكون (بايين خيابان ليتكوة)
مسکون (بالفارسية: مسکون) هي قرية تقع في إيران في قسم بایین خیابان لیتکوة الريفي. يقدر عدد سكانها بـ 491 نسمة بحسب إحصاء 2016.